# Харза
Харза (Martes flavigula) — вид ссавців роду куниця (Martes) з родини мустелових (Mustelidae).

## Етимологія
Видове означення походить від лат. flavus — «жовтий, золотистий», лат. gula — «горло».

## Зовнішність
Голова й тулуб завдовжки від 450 до 650 мм, хвіст завдовжки 370–450 мм, а вага від 2 до 3 кг. Шерсть коротка, рідка і груба. Є багато варіацій в кольорі, але переважно верхня частина голови та шиї, хвіст, нижня частина кінцівок, а також задня частина спини від темно-коричневого до чорного кольору. Решта тіла блідо-коричнева, за винятком яскраво-жовтого клаптя від підборіддя до грудей. Самиці мають чотири молочні залози.

## Природне середовище
Країни поширення: Бангладеш, Бутан, Бруней-Даруссалам, Камбоджа, Китай, Індія, Індонезія (Ява, Калімантан, Суматра), Республіка Корея, Корейська Народно-Демократична Республіка, Лаос, Малайзія (півострівна частина Малайзії, Сабах, Саравак), М'янма, Непал, Пакистан, Росія, Тайвань, Таїланд, В'єтнам. Висотний діапазон: від рівня моря до 3000 метрів.

## Стиль життя
Зазвичай зустрічається в лісах. Підіймається і маневрує на деревах з великою спритністю, але часто спускається на землю, щоб полювати. Активність передусім денна, хоча полює й уночі, коли місяць у повні. Поживою є гризуни, пискуха, яйця, жаби, комахи, мед і фрукти. У північних частинах ареалу М. flavigula явно полює в основному на кабаргу (Moschus) та інших молодих копитних. Часто полюють парами або сімейними групами, і мабуть, створені пари тримаються протягом життя.
Пологи відбуваються у квітні. Число дитинчат, як правило, два або три, максимум п'ять. Максимальна відома тривалість життя становить близько 14 років.